# Непрекидна Фуријеова трансформација
Непрекидна фуријеова трансформација је линеарна математичка операција пресликавања функције у функцију, која нам омогућава да разделимо непрекидне, непериодичне функције (на пример сигнале) у непрекидан спектар. Ова трансформација се често назива скраћено Фуријеова трансформација.
Дефинисана је за неку функцију f(t) на следећи начин:
{\displaystyle {\mathcal {F}}\{f(t)\}=F(\omega )={\frac {1}{\sqrt {2\pi }}}\int _{-\infty }^{\infty }f(t)e^{-\mathrm {i} \omega t}\,dt,}
а трансформација у обрнутом смеру је инверзна Фуријеова трансформација (Фуријеова синтеза) и гласи
{\displaystyle {\mathcal {F}}^{-1}\{F(\omega )\}=f(t)={\frac {1}{\sqrt {2\pi }}}\int _{-\infty }^{\infty }F(\omega )e^{\mathrm {i} \omega t}\,d\omega .}
Примена ове трансформације је кључна у многим областима технике где се проучава простирање осцилација или зрачења које су функција промене амплитуде неке величине (веома често електричног сигнала) у зависности од времена. Тада Фуријеова трансформација представља амплитуде које су функција фреквенција, значи, свакој фреквенцији ({\displaystyle \omega =2\pi \cdot \nu }) додељује се амплитуда из реалног домена.

## Фуријеова трансформација и диференцијалне једначине
Путем Фуријеове трансформације ми прво претварамо линеарне диференцијалне једначине у „обичне“ линеарне једначине, у том простору их решавамо и на крају решења трансформишемо назад у простор одакле смо и кренули.
Посматрамо периодичне функције. Оне су у ствари елементи једног векторског простора. Унутрашњи производ две функције је тада овако дефинисан:
{\displaystyle f(t)\cdot g(t)=\int _{0}^{T}f(t){\overline {g(t)}}dt}
Као што су то у уобичајеном тродимензионалном простору {\displaystyle \mathbb {R} ^{3}} {\displaystyle [1,0,0],[0,1,0]} и {\displaystyle [0,0,1]}, и у овом простору са функцијама имамо неке базе. Док у {\displaystyle \mathbb {R} ^{3}} имамо само три димензије и три базна вектора који у потпуности дефинишу простор, у простору са функцијама је то бесконачан број, тј. број димензија (и тиме базних вектора) је бесконачан.
Назовимо тај простор {\displaystyle B}, а његове базе {\displaystyle b_{i}}. Онда сваку функцију можемо да раставимо:
{\displaystyle f(t)=\sum _{i=-\infty }^{\infty }\lambda _{i}b_{i}}
{\displaystyle \lambda _{i}} су коефицијенти који дефинишу дату функцију, што значи да трансформацију можемо да обрнемо и вратимо је у првобитни простор (илити облик).
Цео процес, трансформацију, треба замислити као капију два паралелна простора. Када прођемо кроз капију, налазимо се у простору где ствари из првобитног простора изгледају другачије (а некад имају и другачије особине), али ипак представљају једне те исте ствари. То управо овде радимо. Нашу функцију шаљемо кроз капију, у другом простору је обрађујемо јер нам је тако згодније, а онда је тако обрађену шаљемо кроз неку другу капију да нам се врати у облику у којем можемо даље да је користимо у „свакодневном животу“.
Вратимо се Фуријеовој трансформацији. Претходно смо је означили као {\displaystyle {\mathcal {F}}\{f(t)\}=F(\omega )} што ће у поласку бити наша прва капија.
Погледајмо шта се дешава са изводом:
{\displaystyle {\mathcal {F}}^{-1}\{F(\omega )\}=f(t)={\frac {1}{\sqrt {2\pi }}}\int _{-\infty }^{\infty }F(\omega )e^{\mathrm {i} \omega t}\,d\omega }
{\displaystyle f'(t)={\frac {\partial f(t)}{\partial t}}={\frac {\partial f(t)\cdot ({\frac {1}{\sqrt {2\pi }}}\int _{-\infty }^{\infty }F(\omega )e^{\mathrm {i} \omega t}\,d\omega )}{\partial t}}={\frac {1}{\sqrt {2\pi }}}\int _{-\infty }^{\infty }{\frac {\partial (F(\omega )e^{\mathrm {i} \omega t})}{\partial t}}\,d\omega }
{\displaystyle ={\frac {1}{\sqrt {2\pi }}}\int _{-\infty }^{\infty }F(\omega ){\frac {\partial (e^{\mathrm {i} \omega t})}{\partial t}}\,d\omega ={\frac {1}{\sqrt {2\pi }}}\int _{-\infty }^{\infty }F(\omega )\mathrm {i} \omega e^{\mathrm {i} \omega t}\,d\omega }
Станимо на овом колосеку и кренимо из једног другог смера:
{\displaystyle {\mathcal {F}}\{f(t)\}=F(\omega ),F_{1}(\omega )=F(\omega )\mathrm {i} \omega }
Онда је инверзна функција:
{\displaystyle {\mathcal {F}}^{-1}\{F_{1}(\omega )\}={\mathcal {F}}^{-1}\{F(\omega )\mathrm {i} \omega \}={\frac {1}{\sqrt {2\pi }}}\int _{-\infty }^{\infty }F(\omega )\mathrm {i} \omega e^{\mathrm {i} \omega t}\,d\omega =f'(t)}
На крају закључимо:
{\displaystyle {\mathcal {F}}\{{\mathcal {F}}^{-1}\{F(\omega )\mathrm {i} \omega \}\}=F(\omega )\mathrm {i} \omega }
{\displaystyle {\mathcal {F}}\{f'(t)\}=\mathrm {i} \omega {\mathcal {F}}\{f(t)\}}
Хајде да погледамо како још Фуријеова трансформација реагује на збир две функције:
{\displaystyle {\mathcal {F}}\{f(t)+g(t)\}={\frac {1}{\sqrt {2\pi }}}\int _{-\infty }^{\infty }(f(t)+g(t))e^{-\mathrm {i} \omega t}\,dt}
{\displaystyle ={\frac {1}{\sqrt {2\pi }}}\int _{-\infty }^{\infty }f(t)e^{-\mathrm {i} \omega t}+g(t)e^{-\mathrm {i} \omega t}\,dt={\frac {1}{\sqrt {2\pi }}}\left(\int _{-\infty }^{\infty }f(t)e^{-\mathrm {i} \omega t}\,dt+\int _{-\infty }^{\infty }g(t)e^{-\mathrm {i} \omega t}\,dt\right)}
{\displaystyle ={\frac {1}{\sqrt {2\pi }}}\int _{-\infty }^{\infty }f(t)e^{-\mathrm {i} \omega t}\,dt+{\frac {1}{\sqrt {2\pi }}}\int _{-\infty }^{\infty }g(t)e^{-\mathrm {i} \omega t}\,dt={\mathcal {F}}\{f(t)\}+{\mathcal {F}}\{g(t)\}}
У рукама нам је сав алат неопходан да се посветимо диференцијалним једначинама.

## Фуријеова трансформација као алат за решавање једначине топлотног провода
Узмимо да имамо неки прстен обима L и да нас интересује распоред температуре током времена. Добијамо проблем:
{\displaystyle {\frac {\partial u}{\partial t}}\left(x,t\right)=\alpha {\frac {\partial ^{2}u}{\partial x^{2}}}\left(x,t\right),\ \ \ -\infty <x<\infty ,t\geq 0}
{\displaystyle u(x,0)=f(x),\ \ \ -\infty <x<\infty }
{\displaystyle u(x,t)} је распоред температуре у том прстену, {\displaystyle \alpha } је нека позитивна константа, а {\displaystyle f(x)} је функција која дефинише распоред температуре на самом почетку ({\displaystyle t=0}).
{\displaystyle u(x,t)} трансформишемо помоћу Фуријеове трансформације:
{\displaystyle u(x,t)={\frac {1}{2\pi }}\int _{-\infty }^{\infty }{\hat {u}}(k,t)e^{\mathrm {i} kx}dk,\ \ \ \ {\hat {u}}(k,t)=\int _{-\infty }^{\infty }u(x,t)e^{-\mathrm {i} kx}dx}
Правимо парцијални извод функције {\displaystyle u(x,t)} мењајући места и изводећи унутар интеграла:
{\displaystyle {\frac {\partial u}{\partial t}}\left(x,t\right)={\frac {\partial u}{\partial t}}\left({\frac {1}{2\pi }}\int _{-\infty }^{\infty }{\hat {u}}(k,t)e^{\mathrm {i} kx}dk\right)={\frac {1}{2\pi }}\int _{-\infty }^{\infty }{\frac {\partial u}{\partial t}}\left({\hat {u}}(k,t)\right)e^{\mathrm {i} kx}dk}
{\displaystyle {\frac {\partial ^{2}u}{\partial x^{2}}}\left(x,t\right)={\frac {\partial ^{2}u}{\partial x^{2}}}\left({\frac {1}{2\pi }}\int _{-\infty }^{\infty }{\hat {u}}(k,t)e^{\mathrm {i} kx}dk\right)={\frac {1}{2\pi }}\int _{-\infty }^{\infty }{\frac {\partial ^{2}u}{\partial x^{2}}}\left({\hat {u}}(k,t)\right)e^{\mathrm {i} kx}dk=}
{\displaystyle ={\frac {1}{2\pi }}\int _{-\infty }^{\infty }(\mathrm {i} k)^{2}{\hat {u}}(k,t)e^{\mathrm {i} kx}dk={\frac {1}{2\pi }}\int _{-\infty }^{\infty }(\mathrm {i} k)^{2}{\hat {u}}(k,t)e^{\mathrm {i} kx}dk={\frac {1}{2\pi }}\int _{-\infty }^{\infty }-k^{2}{\hat {u}}(k,t)e^{\mathrm {i} kx}dk}
Трансформишимо и другу једначину (наш полазни услов):
{\displaystyle {\mathcal {F}}\{u(x,0)\}={\mathcal {F}}\{f(x)\}\Rightarrow {\hat {u}}(k,0)={\hat {f}}(k)}
Сада наша диференцијална једначина постаје:
{\displaystyle {\frac {\partial }{\partial t}}{\hat {u}}(k,t)=-\alpha k^{2}{\hat {u}}(k,t)}
{\displaystyle {\hat {u}}(k,0)={\hat {f}}(k)}
То је сада постала уобичајена диференцијална једначина, коју можемо да решимо на стандардан начин:
{\displaystyle {\hat {u}}(k,t)={\hat {f}}(k)e^{-\alpha k^{2}t}}
Одатле можемо да дођемо до нашег решења за {\displaystyle u(x,t)} путем инверзне Фуријеове трансформације, а {\displaystyle {\hat {f}}(k)} добијамо тако што трансформишемо {\displaystyle f(x)}:
{\displaystyle u(x,t)={\frac {1}{2\pi }}\int _{-\infty }^{\infty }{\hat {f}}(k)e^{-\alpha k^{2}t+\mathrm {i} kx}dk}
{\displaystyle {\hat {f}}(k)=\int _{-\infty }^{\infty }f(x)e^{-\mathrm {i} kx}dx}
Да би израз мало појаснили и разговетније написали, уводимо корен топлотног провода:
{\displaystyle K_{t}(x-x')={\frac {1}{\sqrt {4\pi \alpha t}}}e^{-{\frac {(x-x')^{2}}{4\alpha t}}}}
{\displaystyle x'} не би требало да нас збуњује. Није реч о изводу или нечему сличном, већ је {\displaystyle x'} просто једна друга променљива која такође означава положај. Када убацимо корен топлотног провода у нашу {\displaystyle u(x,t)}:
{\displaystyle u(x,t)=\int _{-\infty }^{\infty }K_{t}(x-x')f(x')dx'}
У прстену обима L важи тада:
{\displaystyle u(x,t)=\int _{0}^{L}K_{t}(x-x')f(x')dx'}

### Конкретан пример
Имамо два дужа штапа. Један има температуру {\displaystyle T_{1}=T}, а други {\displaystyle T_{2}=-T}. За време {\displaystyle t<0} су раздвојени и задржавају константно своју температуру, а у тренутку {\displaystyle t=0} их спајамо. Интересује нас како ће се температура распоредити. Нулту тачку постављамо у тачку где се та два штапа спајају.
Из датог изводимо полазну функцију {\displaystyle f(x)}:
{\displaystyle f(x)={\begin{cases}T_{1}=T,\ \ \ x>0\\T_{2}=-T,\ \ x\leq 0\end{cases}}}
Из поставе проблема знамо да мора да важи:
{\displaystyle {\frac {\partial u}{\partial t}}\left(x,t\right)=\alpha {\frac {\partial ^{2}u}{\partial x^{2}}}\left(x,t\right),\ \ \ -\infty <x<\infty ,t\geq 0}
{\displaystyle u(x,0)=f(x),\ \ \ -\infty <x<\infty }
Наш циљ је да израчунамо {\displaystyle u(x,t)}:
{\displaystyle u(x,t)=\int _{-\infty }^{\infty }K_{t}(x-x')f(x')dx'=\int _{-\infty }^{0}K_{t}(x-x')(-T)dx'+\int _{0}^{\infty }K_{t}(x-x')(-T)dx'=}
{\displaystyle ={\frac {T}{\sqrt {4\pi \alpha t}}}\left(-\int _{-\infty }^{0}e^{-{\frac {(x-x')^{2}}{4\alpha t}}}dx'+\int _{0}^{\infty }e^{-{\frac {(x-x')^{2}}{4\alpha t}}}dx'\right)=}
{\displaystyle ={\frac {T}{\sqrt {2\pi }}}\left(-\int _{\frac {x}{\sqrt {2\alpha t}}}^{\infty }e^{\frac {-y^{2}}{2}}dy+\int _{-{\frac {x}{\sqrt {2\alpha t}}}}^{\infty }e^{\frac {-y^{2}}{2}}dy\right)=}
{\displaystyle ={\frac {T}{\sqrt {2\pi }}}\int _{-{\frac {x}{\sqrt {2\alpha t}}}}^{\frac {x}{\sqrt {2\alpha t}}}e^{\frac {-y^{2}}{2}}dy}
При интегрисању смо се послужили супституцијом {\displaystyle y={\frac {(x-x')}{\sqrt {2\alpha t}}}} односно {\displaystyle y=-{\frac {(x-x')}{\sqrt {2\alpha t}}}={\frac {(x'-x)}{\sqrt {2\alpha t}}}}.
У овом конкретном примеру је важило {\displaystyle T_{1}=-T_{2}=T}, али када желимо да уопштимо формулу, довољно је за полазну тачку узети аритметичку средину двеју температура и мало претумбати крајњу функцију:
{\displaystyle u(x,t)={\frac {T_{1}+T_{2}}{2}}+{\frac {T_{1}+T_{2}}{2}}\cdot {\frac {1}{\sqrt {2\pi }}}\int _{-{\frac {x}{\sqrt {2\alpha t}}}}^{\frac {x}{\sqrt {2\alpha t}}}e^{\frac {-y^{2}}{2}}dy}